# 逆流而上樂團
逆流而上樂團（Against the Current，常簡稱作ATC）是一個在2011年成立於紐約州波啟浦夕的美國流行搖滾樂團，目前的成員有主音克莉希·寇斯坦薩（Chrissy Costanza）、吉他手丹·高（Dan Gow）和鼓手威爾·費里（Will Ferri）。樂團在發佈多首翻唱自其他歌手的歌曲影片後在YouTube上獲得大量的追隨者。
樂團於2014年5月發行的迷你專輯《無限》（Infinity）以自己唱片公司的名義銷售，2015年2月17日則是第二張迷你專輯《重力》的發行日。不久之後，逆流而上樂團與拉麵工坊簽約，並在他們旗下於2016年5月20日發行第一張正規專輯《天生反骨》。

## 樂團歷史

### 背景和起源
逆流而上樂團於2011年初成立，初始成員有丹·高、威爾·費里、喬·西蒙斯（Joe Simmons）和傑瑞米·羅姆帕拉（Jeremy Rompala），現任主唱克莉希·寇斯坦薩(Chrissy Costanza)則在同年夏天經由高、費里和羅姆帕拉的共同朋友介紹加入。
在YouTube上發布許多翻唱影片後，逆流而上樂團在該平台上獲得相當多的支持者，而他們亦曾與其他如艾力克斯·古特和山姆·徐等知名翻唱歌手合作。

### 音樂歷史
2014年5月27日，逆流而上樂團以網上個人出版的方式正式發行其首張迷你專輯《無限》（Infinity），該EP曾在《告示牌》的 潮流專輯榜上位列第28名。在2014年的大部份時間裡，他們都在為《無限》的宣傳作巡迴演唱會。經過多番巡迴表演後，樂團進入錄音棚，錄製他們於2015年2月17日發行的第二張EP《重力》，該迷你專輯收錄六首歌曲，其中包括與日本著名樂團ONE OK ROCK的主唱Taka合作的歌曲〈一廂情願〉（Dreaming Alone）。2015年3月4日，逆流而上樂團正式與唱片公司拉麵工坊簽約。《重力》總共登上過四個《告示牌》的排行榜（另類專輯榜、獨立專輯榜、搖滾音樂榜和潮流專輯榜），分別曾獲得第23名、第27名、第36名和第4名。2015年5月22日，樂團宣佈將舉行名為「Gravity World Tour」的世界巡迴演唱會，以宣傳他們新發布的EP。這次巡迴持續了三個多月（2015年8月至11月），並在三個大洲上（亞洲、歐洲和北美洲）表演。
2015年8月1日，逆流而上樂團宣佈他們已完成正規專輯的錄製。半年後的6日，樂團公佈他們即將到來的專輯的名字為《天生反骨》，並把發行日期定為同年的5月20日。《Alternative Press》形容《天生反骨》為一張「完美的流行搖滾作品」。主音寇斯坦薩亦在《Alternative Press》的訪談中談及樂團錄取其首張主要專輯時的感覺、他們兩張獨立製作的迷你專輯與《天生反骨》之間的音樂差異和在他們錄音時想傳達的信息。
2017年9月14日，逆流而上樂團與遊戲廠商Riot Games合作打造單曲〈傳奇永不熄〉，作為英雄聯盟2017賽季全球總決賽的主題曲。同年11月4日，他們亦在英雄聯盟2017賽季全球總決賽的開幕禮和閉幕禮上現場表演該曲。

## 音樂風格
逆流而上樂團接受Fuse訪問時稱很難定性他們的音樂類型。主唱克莉希·寇斯坦薩表示人們可以在他們的迷你專輯《重力》中找到各種風格的歌曲，例如〈重力〉是一首流行曲，〈耐火〉（Fireproof）有較多的摇滚乐元素，而〈談話〉（Talk）的風格則偏向流行朋克。

## 樂團成員

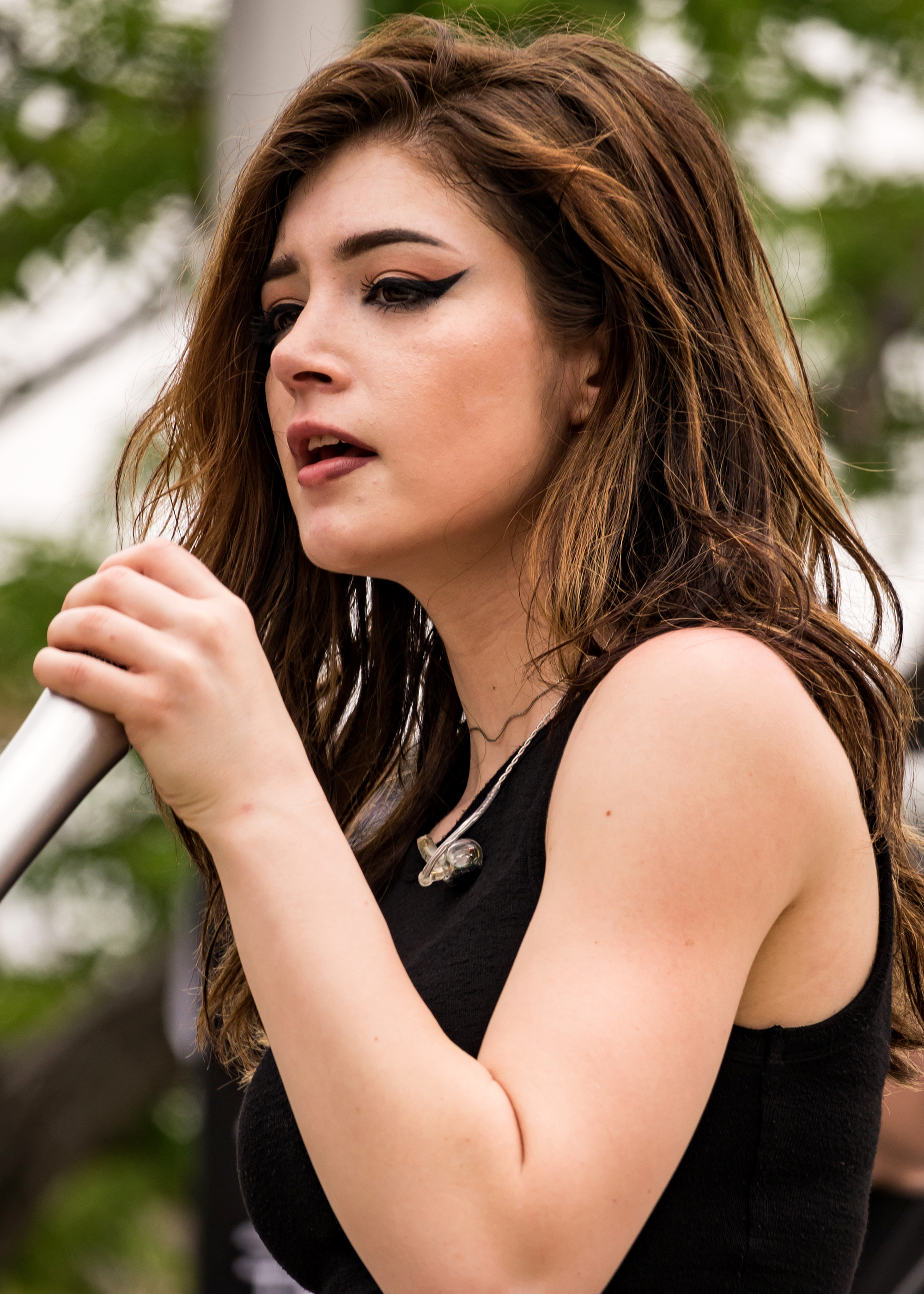
正在表演的主音克莉希·寇斯坦薩

### 目前成員
| 克莉希·寇斯坦薩 Chrissy Costanza | 克莉絲蒂娜·妮古拉·寇斯坦薩 Christina Nicola Costanza | 1995年8月23日 | 美国新澤西州 | 5英尺1英寸（1.55） |        | 主音              | 2011 | [ 15 ] [ 16 ] |
| 丹·高 Dan Gow                    | 丹尼爾·高 Daniel Gow                                 | 1995年12月8日 | 美国紐約     | 不適用             | 不適用 | 主結他手 和聲歌手 | 2011 | [ 17 ]        |
| 威爾·費裡 Will Ferri             | 威廉·費裡 William Ferri                              | 1996年4月25日 | 美国紐約     | 不適用             | 不適用 | 鼓手 和聲歌手     | 2011 | [ 18 ]        |

### 已離開成員
- 傑瑞米·羅姆帕拉（Jeremy Rompala） – 節奏吉他手，鋼琴手（2011–2014）

### 輔助成員
- 喬·西蒙斯（Joe Simmons） – 貝斯手，和聲歌手（2014–2016；2011-2014官方成員）
- 麥克·納蘭（Mike Naran） – 節奏吉他手（2015）
- 羅·巴克斯頓（Roo Buxton） – 節奏吉他手，鍵盤手，和聲歌手（2015–現在，巡迴成員）
- 喬丹·埃克斯（Jordan Eckes） – 節奏吉他手，低音吉他手（2016–現在，巡迴成員）[19]

## 作品

### 錄音室專輯
| 名稱         | 專輯內容                                                                | 排行榜 | 排行榜 | 排行榜  | 排行榜  | 排行榜 | 排行榜 |    |
| 名稱         | 專輯內容                                                                | US     | US Alt | US Rock | US Heat | CAN    | UK     |    |
| ------------ | ----------------------------------------------------------------------- | ------ | ------ | ------- | ------- | ------ | ------ | -- |
| 《天生反骨》 | - 發行日期：2016年5月20日 - 唱片公司：拉麵工坊 - 規格：CD，數位音樂下載 | 181    | 15     | 20      | 2       | 83     | 28     |    |
| 《過往雲煙》 | - 發行日期：2018年9月28日 - 唱片公司：拉麵工坊 - 規格：CD，數位音樂下載 | —      | —      | —       | —       | —      | 185    | 86 |

### 迷你專輯
| 名稱                                        | 專輯內容                                                                | 排行榜 | 排行榜 | 排行榜  | 排行榜  |
| 名稱                                        | 專輯內容                                                                | US Alt | US Ind | US Rock | US Heat |
| ------------------------------------------- | ----------------------------------------------------------------------- | ------ | ------ | ------- | ------- |
| 《無限》                                    | - 發行日期：2014年5月27日 - 唱片公司：個人出版 - 規格：CD，數位音樂下載 | —      | —      | —       | 28      |
| 《無限》 （The Acoustic Sessions）          | - 發行日期：2014年11月27日 - 唱片公司：個人出版 - 規格：數位音樂下載    | —      | —      | —       | —       |
| 《重力》                                    | - 發行日期：2015年2月17日 - 唱片公司：個人出版 - 規格：CD，數位音樂下載 | 23     | 27     | 36      | 4       |
| 《重力》 （The Acoustic Sessions，Vol. II） | - 發行日期：2015年7月10日 - 唱片公司：個人出版 - 規格：數位音樂下載     | —      | —      | —       | —       |

### 單曲
| 年份 | 名稱                                                    | 收錄專輯       |
| ---- | ------------------------------------------------------- | -------------- |
| 2012 | 〈思索〉（Thinking）                                    | 非專輯單曲     |
| 2012 | 〈你是我最想要的聖誕禮物〉（原唱者為瑪麗亞·凱莉）       | 非專輯單曲     |
| 2012 | 〈忘不了你〉（原唱者為蓋文·迪克羅）                     | 非專輯單曲     |
| 2013 | 〈近點，快點〉（Closer, Faster）                        | 《無限》（EP） |
| 2013 | 〈臆測〉（Guessing）                                    | 非專輯單曲     |
| 2013 | 〈巧克力〉（原唱者為1975樂團）                          | 非專輯單曲     |
| 2013 | 〈美女與節奏〉（原唱者為贾斯汀·比伯）                   | 非專輯單曲     |
| 2013 | 〈心臟病〉（原唱者為黛咪·洛瓦特）                       | 非專輯單曲     |
| 2014 | 〈紅色〉（原唱者為泰勒絲）                              | 非專輯單曲     |
| 2014 | 〈回憶太清晰〉（原唱者為泰勒絲）                        | 非專輯單曲     |
| 2014 | 〈她看起來如此完美〉（原唱者為到暑五秒）                | 非專輯單曲     |
| 2014 | 〈不有趣嗎〉（原唱者為帕拉摩爾樂團）                    | 非專輯單曲     |
| 2014 | 〈習慣〉（原唱者為托芙蘿）                              | 非專輯單曲     |
| 2014 | 〈想變得更好〉（原唱者為歡樂看台）                      | 非專輯單曲     |
| 2014 | 〈重力〉                                                | 《重力》（EP） |
| 2014 | 〈通通甩掉〉（原唱者為泰勒絲）                          | 非專輯單曲     |
| 2015 | 〈當我們再相見〉（原作者為威茲·哈利法 feat. 查理·普斯） | 非專輯單曲     |
| 2015 | 〈我真的喜歡你〉（原唱者為卡莉·蕾·杰普森）              | 非專輯單曲     |
| 2015 | 〈局外人們〉（Outsiders）                               | 非專輯單曲     |
| 2015 | 〈談話〉（Talk）                                        | 《重力》       |
| 2016 | 〈野性共舞〉（Running With The Wild Things）            | 《天生反骨》   |
| 2016 | 〈逃亡〉（Runaway）                                     | 《天生反骨》   |
| 2016 | 〈荒原〉（Wasteland）                                   | 《天生反骨》   |
| 2016 | 〈年輕不妥協〉（Young & Relentless）                    | 《天生反骨》   |
| 2017 | 〈传奇永不熄〉 （Legends Never Die）                    | 非專輯單曲     |
| 2018 | 〈幾乎忘記〉（Almost Forgot）                           | 《過往雲煙》   |
| 2018 | 〈重回陌路〉（Strangers Again）                         | 《過往雲煙》   |
| 2018 | 〈私人〉（Personal）                                    | 《過往雲煙》   |
| 2018 | 〈聲音〉（Voices）                                      | 《過往雲煙》   |

## 巡迴演唱會
2014
- Sink or Swim Tour – 與King The Kid、Once Upon A Time和This Is All Now（主要演唱者，5/17-6/8，美國與加拿大）[27]
- 2014 Asia/Australia Tour – 與艾力克斯·古特（英语：Alex Goot）（共同主要演唱者，8/19-9/5，亞洲與澳洲）[28]
- The Outsiders Tour – 與The Ready Set（英语：The Ready Set）、地鐵站樂團和The Downtown Fiction（英语：The Downtown Fiction）（嘉賓表演，10/21-11/22，美國）[28]
- Against The Current Tour（主要演唱者，12/1-12/8，美國）[28]

2015
- Glamour Kills Spring Break '15 Tour – 與Set It Off（英语：Set It Off (band)），As It Is（英语：As It Is (band)）和ROAM（英语：Roam (band)）（共同主要演唱者，2/26-4/8，美國）[28]
- Gravity World Tour - 與Vinyl Theatre（英语：Vinyl Theatre）、Jule Vera、Sykes和Nekokat（主要演唱者，8/26-11/21，亞洲、歐洲和北美洲）[28]

2016
- Back to the Future Hearts Tour – 與All Time Low和狂野夏洛特（嘉賓表演，2/10-2/16，英國）[28]
- Running with the Wild Things Tour – 與ROAM（主要演唱者，2/20-3/21，歐洲）[28][29][30]
- 下載音樂節（英语：Download Festival） - 「Zippy Encore Stage」（代替築夢者樂團（英语：Architects (British band)），6/11，英國）[31]
- Warped巡迴 - 「Cyclops Stage」（6/24-8/13，美國）[28]
- 天生反骨世界巡迴演唱會（英语：In Our Bones World Tour） - 與As It Is（英國）、Beach Weather（北美洲與歐洲）、Cruisr（英语：CRUISR）（北美洲）、Hunger和SAINTE（歐洲第二輪）（主要演唱者，9/6/2016 - 10/18/2017，亞洲、歐洲、北美洲、大洋洲和拉丁美洲）[32]

2017
- State Champs Tour - 與State Champs（英语：State Champs）、自信樂團（英语：With Confidence）和唐伯寇樂團（英语：Don Broco）（嘉賓表演，4/7-5/14，北美洲）[33]
- 雷丁利茲音樂節（英语：Reading and Leeds Festivals） - （8/25-8/27，英國）[34]

2018
- MANIA巡迴演唱會（英语：Mania Tour） - 與打倒男孩（嘉賓表演，3/27-4/12，英國和歐洲）
- Against The Current Past Lives World Tour（8/17）

## 外部連結
- 官方网站
- YouTube上的逆流而上樂團頻道
- 逆流而上樂團的Facebook專頁
- 逆流而上樂團的X（前Twitter）
- Against the Current的Instagram帳戶（英文）